# Luqman

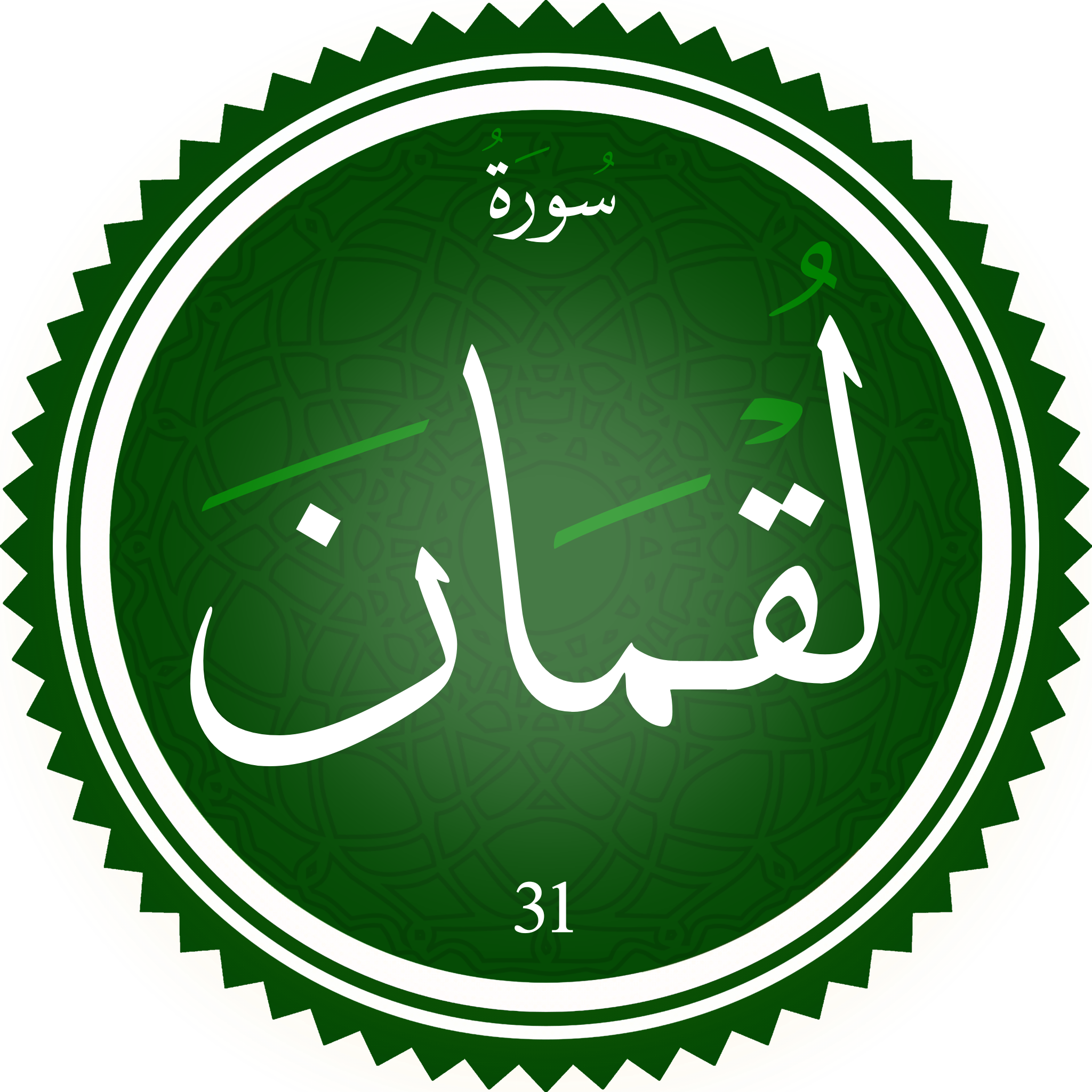
Sura Luqman.

Luqmān (arabiska: سورة لقمان) är den trettioförsta suran i Koranen med 34 verser (ayah). Den ska ha uppenbarats för profeten Muhammed under hans period i Mekka. Suran påminner den troende om att Gud (Allah) förser de som förblir uthålliga i sina böner med skydd och ger rikedomar till de nödställda, om deras avsikter förblir goda. Suran har fått sitt namn efter en vis man som är omnämnd i surans text. 
Luqman är en legendarisk person från arabernas poetiska tradition.
Denne Luqmān beskrivs som en lyhörd man, som vakade över djuren och växterna i sin omgivning och strävade efter att förstå världen som han ser den. En dag medan han sov under ett träd, kom en ängel till honom och sade att Gud ville skänka honom en gåva. Alternativen var att få den profetiska gåvan eller att bli en vis man. Luqmān valde att bli en vis man, och när han vaknade uppmärksammade han att hans sinnen skärpts. Han kände en fullständig harmoni med naturen och kunde, bortom deras fysiska verklighet, förstå den inre meningen hos tingen. Genast böjde han sig ner och tackade och prisade Gud för denna underbara gåva. 